# Gerard Nash
Gerard Nash (* 27. Februar 1959 in Glandree (Gemeinde Tulla), County Clare) ist ein irischer Geistlicher und römisch-katholischer Bischof von Ferns.

## Leben
Gerard Nash besuchte die Schulen in Glandree und Tulla. Anschließend absolvierte Nash an der University of Limerick ein Studium der Wirtschaftswissenschaft. Danach arbeitete er zunächst einige Jahre in der Fertigungsindustrie, bevor er Philosophie und Katholische Theologie am St Patrick’s College in Maynooth studierte. Gerard Nash empfing am 15. Juni 1991 in der Immaculate Conception Church in Drumcharley durch den Bischof von Killaloe, Michael Anthony Harty, das Sakrament der Priesterweihe.
Nash war von 1991 bis 1996 als Kaplan und Lehrer an der Roscrea Community Vocational School tätig, bevor er Direktor des sozialen Dienstleistungsunternehmens Clarecare und Pfarrvikar in Corofin wurde. Von 2003 bis 2007 war er Pfarrer der pastoralen Einheit Imeall Bóirne mit Sitz in Corofin. Ab 2007 hatte er seinen Sitz in Crusheen. Seit 2010 wirkte Gerard Nash als Diözesansekretär und seit 2016 zudem als Direktor des Büros für die pastorale Entwicklung des Bistums Killaloe.
Am 11. Juni 2021 ernannte ihn Papst Franziskus zum Bischof von Ferns. Der Erzbischof von Dublin, Dermot Pius Farrell, spendete ihm am 5. September desselben Jahres in der Kathedrale St. Aidan in Enniscorthy die Bischofsweihe; Mitkonsekratoren waren der emeritierte Bischof von Ferns, Denis Brennan, und der Bischof von Killaloe, Fintan Monahan. Nash wählte den Wahlspruch I síth agus muintearas Íosa („Im Frieden und in der Gemeinschaft Jesu“).